# Gaspard III. de Coligny

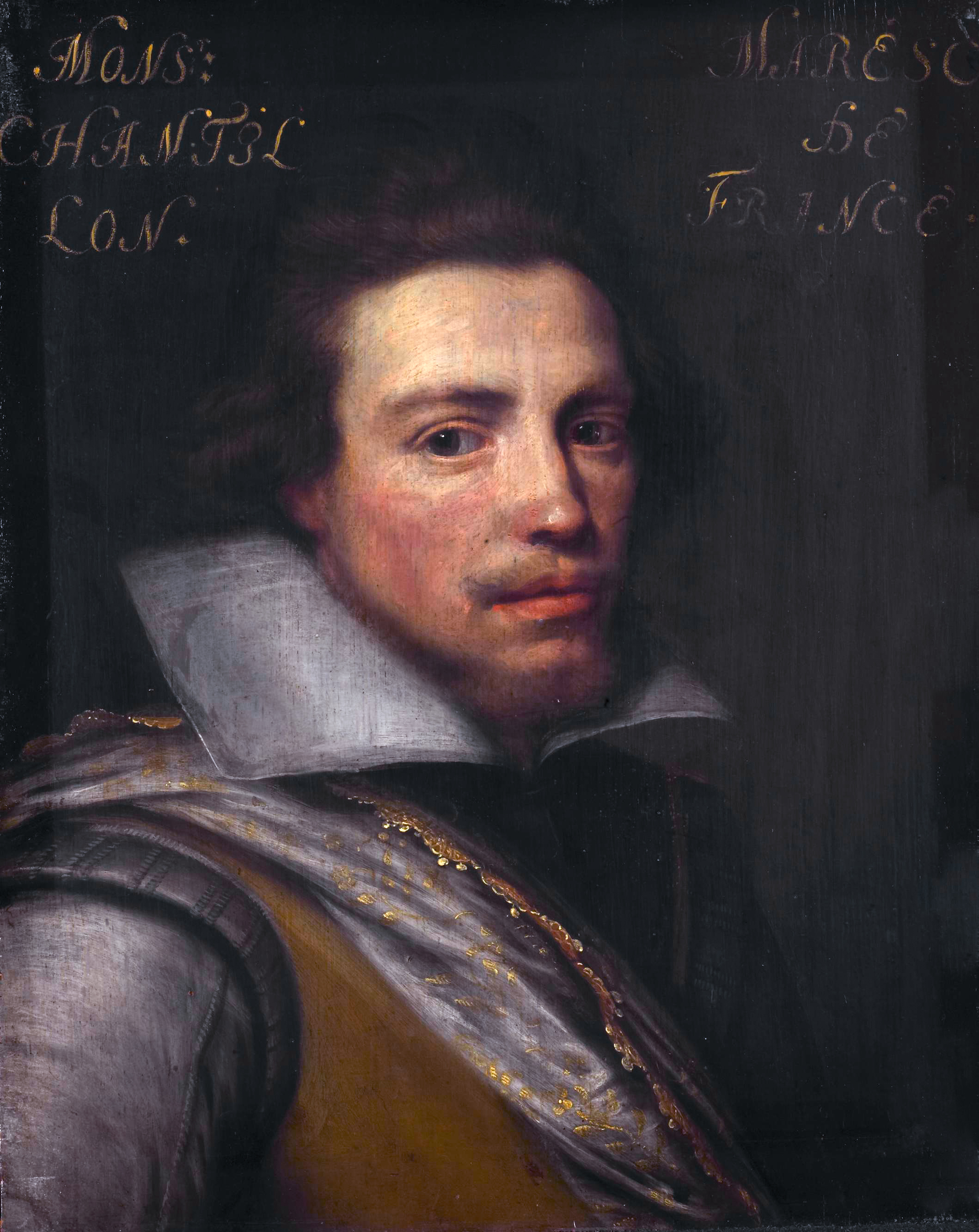
Gaspard de Coligny, Porträt aus der Werkstatt Jan Anthoniszoon van Ravesteyns

Gaspard III. de Coligny, genannt Maréchal de Châtillon (* 26. Juli 1584 in Montpellier; † 4. Januar 1646 in Châtillon-sur-Loing) war Graf und später Herzog von Coligny, Marquis d’Andelot, Pair von Frankreich, Herr von Châtillon-sur-Loing, und seit 1622 Marschall von Frankreich. Er war der Sohn von François de Coligny (1557–1591) und Marguerite d’Ailly. Er war der Oberbefehlshaber bei der erfolgreichen Belagerung von Arras (1640) und in der Schlacht von La Marfée am 6. Juli 1641, in der er geschlagen wurde.

## Ehe und Nachkommen
Er heiratete am 13. August 1615 Anne de Polignac (1598–1651), von der er vier Kinder bekam:
- Maurice (* 16. Oktober 1618 in Châtillon-sur-Loing; † 23. Mai 1644 auf Schloss Vincennes), Comte de Coligny
- Gaspard IV. (* 9. Juni 1620 in Châtillon-sur-Loing; † 9. Februar 1649 auf Schloss Vincennes), Herzog von Châtillon, 1648 Herzog von Coligny, 1649 Marschall von Frankreich; ⚭ 1645 Elisabeth Angélique de Montmorency (1627–1695)
- Henriette (* 1618; † 1673), ⚭ I 1643 Thomas Hamilton, Earl of Haddington, ⚭ II 1653 Gaspard de Champagne, comte de la Suze (Ehe wurde annulliert).
- Anne, (* 4. September 1624 in Châtillon-sur-Loing; † 13. Januar 1680 in Riquewihr), ⚭ 1648 Georg II., Herzog von Württemberg-Mömpelgard (1626–1699)

| Personendaten    | Personendaten            |
| ---------------- | ------------------------ |
| NAME             | Coligny, Gaspard III. de |
| ALTERNATIVNAMEN  | Maréchal de Châtillon    |
| KURZBESCHREIBUNG | Marschall von Frankreich |
| GEBURTSDATUM     | 26. Juli 1584            |
| GEBURTSORT       | Montpellier              |
| STERBEDATUM      | 4. Januar 1646           |
| STERBEORT        | Châtillon-sur-Loing      |